# 파시즘
파시즘(이탈리아어: fascismo, 영어: fascism, 독일어: Faschismus, 문화어: 파쑈, 결속주의, 結束主義)은 이탈리아에서 생겨난 사상으로 정치적으로 급진적이며 민족주의, 반공주의, 국가주의, 전체주의, 권위주의 성향을 보인다. 경제적으로는 자본주의와 국제적 사회주의 양방에 대한 대안으로서 협동조합주의를 표방하였다.
파시즘은 정치적 폭력, 제국주의, 전쟁을 포함한 국가적 폭력을 국가 재건의 수단으로 간주한다. 파시즘의 민족주의는 '역사적 영광'의 회복이나 내집단-외집단의 대립에 중심을 두었다. 이들의 운동은 궁극적 목표를 자급자족, 즉 국가 경제의 자립에 두었으며, 이를 위해서 파시즘은 역사적으로 전체주의적인 일당제를 옹호하고 국가 주도의 계급 협조 정책으로 자본가와 노동자를 모두 국가의 통제 아래에 두려고 하는 경향이 있었다. 가령 노엘 오설리번(Noel O'Sullivan)이 꼽은 파시즘의 다섯 주제는 협동조합주의, 혁명, 지도자 원칙, 메시아적 믿음, 경제 자립이다.
파시즘은 국가를 군중의 총체로서 무조건적 우위성을 지닌 유기체로 보고 있으며, 이 과정에서 개인은 국가 발전의 수단이 되어야 한다는 전체주의 사고관을 필수 요소로 갖고 있다. 파시스트 운동은 어떠한 형태로든 평등한 사회가 이루어질 수 없다고 하며, 평등은 오히려 국가의 쇠락을 가져온다고 본다. 파시즘은 끊임없이 개개인의 자치 능력을 강조하기 때문에 평등을 부정하며 불평등이 존재하거나 또는 유발돼야 국가가 발전할 수 있다고 믿기 때문이다. 따라서, 가지고 있는 사상, 국가, 성별, 신체 능력의 수준, 인종 등에 대한 평등을 광범위하게 반대하며, 인류 전체를 포괄하는 동시에 인류가 맞닥뜨리고 있는 자연은 평등을 본질적으로 부정한다고 주장한다. 결과적으로, 파시즘은 극단적인 형태의 사회 진화론을 고수하며 사회 및 경제 영역에서 평등을 달성하려는 실천 운동인 사회주의는 물론이고, 평등에 대한 전통적인 관점을 지닌 자유주의도 배척한다.

## 개요
파시즘이 사회주의에서 파생되었으며 사회주의의 일당독재와 국민통제, 국민결속에는 파시즘이 필수불가결이라는 것에는 이론(異論)이 없다. 초기 파시즘은 1차 대전 이후 나타난 사회주의에 기원을 두고 있으며 페르디난트 라살레의 초기 국가사회주의, 조르주 소렐의 민족적 생디칼리즘이 혼합된 형태인 반제국주의적 사상이다. 또한 이러한 사회주의 사상은 민족주의 작가, 시인들의 낭만적 민족주의의 영향도 받았다. 20세기에, 사회주의의 한 분파인 국가사회주의와 이탈리아의 혁명적 조합주의자 조르주 소렐의 민족조합주의 이론, 유럽 낭만주의의 영향을 받은 반계몽주의적 사회주의를 유럽의 국민주의(Nationalism) 문학자들과 후에 베니토 무솔리니가 계승하여 파시즘이 탄생한다. 이러한 역사 때문에 사회주의에 반대하는 자본주의자 또는 자유주의 우익 세력은 사회주의와 파시즘을 동일시한다. 파시즘을 이론적으로 확립시킨 조르주 소렐이 마르크스주의자인 것을 감안하면, 마르크스주의도 파시즘의 기원이 될 수 있다.
파시즘의 사회주의적 경향은 오늘날 사회주의 운동의 모태가 되는 이론인 생시몽, 샤를 푸리에 계의 계몽주의적 사회주의(또는 초기사회주의)의 경향과 조금 다르다는 의견이 있다. 하지만 파시즘 자체가 사회주의라는 결속된 사회에서 자연스럽게 발전되어 나타난 사상이며 또한 현재도 많은 사회주의 국가들이 민족주의 파시즘 성향이 존재하는 것에는 사회주의 체제에서는 결속이라는 파시즘 사상이 뗄 수 없는 연관성을 보이기 때문이다. 그러나 마르크스주의에서는 이러한 협조가 파시스트 정치인과 재벌 사이의 긴밀한 협력이며 사실상 노동자에 대한 독점 자본의 폭력적인 독재라고 주장한다. 파시즘은 독점 자본 및 종교 세력의 후원과 대중 동원이 동반되는 보수적 군중의 열렬한 참여로 대표되며, 이 과정에서 파시스트 운동은 반공주의, 반지성주의, 대중적인 음모론과 기존 사회에서 당연한 것으로 여겨지는 관습 및 인습을 옹호하는 경향이 강하다는 것이다.
이상적 국가의 실현을 위해 파시스트들은 규율, 세뇌, 실질적 교육 및 우생학을 통해, 국가 전체를 동원시키는 일당 전제주의 국가를 구현하여, 개개인을 조상, 문화, 혈연에 있어 초개인적 연관성에서 비롯된 민족주체성 안에서 하나로 뭉치는, 유기적 국가 공동체로 만든다는 신념 위에, 자국을 청년기로 회복시키고자 한다. 파시스트들은 국가와 민족은 영속적인 갈등 상황에 처해있으며, 이에 따라 강자는 스스로 강해져 그 힘을 약자에게 행사함으로써만 살아남을 수 있다고 믿었다
파시즘에서는 일당제를 옹호한다. 파시즘 정부는 정부와 파시즘 운동에 대한 비판과 반대를 금지하고 억압한다. 파시즘은 계급 투쟁에 반대하는데, 자본주의와 자유 민주주의가 계급 투쟁을 만들었으며 공산주의자들이 이 개념을 갖고 이용한다고 하여 양자 모두를 비판한다.
파시즘은 개인주의, 합리주의, 자유주의, 정치적 보수주의, 공산주의에 반대하는데, 이렇듯 파시즘에서 반대하는 것, 학자들이 '파시즘이 부정하는 것(fascist negations)'이라고 부르는 것을 통해 파시즘을 더욱 잘 정의할 수 있다. 경제 분야에서 여러 파시즘 지도자들은 "제3의 대안" 경제 정책을 주장하였는데, 이들은 자유 방임의 과격한 개인주의와 국가 공산주의의 엄격한 통제보다 자신들의 정책이 더 우월하다고 본다.
이것은 정부가 기업과 노동에 대해 상당한 통제를 가함으로써 이룰 수 있다.(무솔리니는 자신의 국가 체제를 "협동 국가"라고 칭하였다) 파시즘은 포퓰리즘적 수사법을 사용하여 과거의 영광을 재현하기 위하여 영웅적인 노력을 요구하며, 단일 지도자에 대한 충성을 강제하여 심지어 개인숭배까지 이른다. 파시즘을 단적으로 설명하는 포괄적 정의는 존재하지 않으며, 역사가들과 정치학자들은 파시즘을 간결히 정의할 때 어떤 요건이 들어가는지에 대해 견해가 엇갈리고 있다.
제2차 세계 대전에서 추축국이 패배한 이후 파시즘 진영은 크게 쇠퇴하였고, 이후 파시즘 정부가 저지른 가혹 행위가 알려지면서 '파시즘'이란 말은 멸칭으로 쓰이게 된다.

## 어원

파시즘의 상징인 파스케스

'파시스모'(fascismo)는 이탈리아어 낱말 파쇼(fascio)에서 나온 말로 "묶음"을 뜻하는데, 이 말은 라틴어 낱말 파스케스(fasces, "속간")에서 나왔다. 1910년대에 '운 파쇼'(un fascio)란 이탈리아어에서 노동 조합을 이르는 구어 표현이었다. 속간은 나무 막대기 여러 개를 묶어서 도끼를 달아놓은 권표로서, 고대 로마에서 정무관의 권위를 상징하였으며, 정무관을 수행하는 릭토르들이 들고 다녔고 정무관의 명령에 따라 체벌이나 사형에 쓸 수도 있었다. 또 속간은 "통합을 통한 힘"을 뜻하기도 하였는데, 나무 막대기 하나는 쉽게 부러지지만 여러 개가 묶여있으면 거의 잘 부러지지 않기 때문이다. 이 형태는 여러 형태의 파시즘 조직에서 널리 쓰인 소재였는데, 가령 팔랑헤의 상징은 멍에로 모인 화살 묶음이다.

## 기원 및 역사

### 배경 및 발생 원인
정치적인 파시즘 운동의 시발점은 1919년 이탈리아 밀라노에서 시작된다. 이탈리아 초기의 파시스트들은 과격한 퇴역군인과 국가주의적 생디칼리스트, 미래파 지식인, 젊은 반부르주아 불만 세력, 중산층으로 민족의 영광과 사회 변화를 함께 꿈꿨던 사람들로 이루어져 있었다. 대부분의 경우, 이들이 사회주의자 및 급진 적 기독교 정당인 이탈리아 인민당(Partito Populare Italiano, PPI)과 달랐던 점은 민족주의밖에 없었다. 실제로 초기 이탈리아 파시스트 중 많은 사람들이 무솔리니와 마찬가지로 좌파 출신들이었다. 파시스트 행동대는 파시즘 운동을 하는 사람들의 사회적 구성비가 우파 쪽으로 기울게 만들었다.
무솔리니는 1919년 이탈리아 밀라노에서 실패한 좌파 민족주의 파시즘을 고수하지 않고, 자신의 운동을 정치적 기회로 활용하는 편을 택했다. 1920년에서 1922년 사이 그의 연설과 강령에서 무솔리니가 점차 우파 쪽으로 점진적으로 변화해가는 모습을 살펴볼 수 있다. 초기 파시즘에서 가장 먼저 사라진 사상은 전쟁과 제국주의에 대한 거부였고, 그 다음으로는 반자본주의가 사라졌다. '참호에서 얻은 반전주의'는 전투의 기억이 아직 생생하던 당시 퇴역군인들 사이에 널리 퍼져 있던 신념이었다.
마르크스주의 에서는 파시즘 발생의 기본 요인이 제1차 세계 대전 후 러시아 혁명의 성공에 의한 자본주의의 일반적 위기, 곧 자본주의 세계에서의 관성적 공황(慣性的 恐慌)과 사회혁명의 진전에서 찾아볼 수 있다고 보았다. 그러므로 파시즘은 자본주의의 일반적 위기를 회피하기 위한 금융독점자본의 폭력적 독재라고 할 수 있다. 경제학에서는 이 시기의 대공황이 유럽의 파시즘을 등장시키는 데 영향을 주었다고 본다. 이 단계에서는 국제적인 대립과 전쟁의 위기가 심각해져서 국내정치는 항상 불안정하고 계급대립이 격화된데다 정치·경제의 불안, 부패에 대한 도시 소시민이나 농민의 절망과 고립감, 인텔리겐치아의 니힐리즘·정치적 무관심이 겹쳐 강력한 권위적 리더십을 대망하게 되어 파시즘 발생의 원인이 조성되었다.
제1차 세계 대전 직후 파시즘이 일어난 나라를 보면, 근대국가의 형성이 늦게 시작되고 따라서 경제적으로는 급격히 자본주의화가 이루어져 사회제도가 이질적이었으며, 특히 농업 부문에 있어서 봉건적 여러 관계가 뿌리깊게 남아 있고, 정치적으로는 민족주의의 전통과 경험이 얕은 나라들(독일·이탈리아·일본), 또는 자본주의의 발전이 현저히 뒤떨어진 나라들(에스파냐·포르투갈) 등이다.

### 발생과 발전
파시즘 운동은 1919년 이탈리아 밀라노에서 시작되었지만, 1919년 이전부터 파시즘의 맹아는 존재했다. 이를 가리켜 ‘초기 파시즘’이라 한다. 초기 파시스트들이라 불리는 학자 대다수는 당시 파시즘이라는 용어를 사용하지 않았으나, 나중에 이어지는 후기 파시즘과 철학적 맥을 잇기에 사상사적으로 다루는 경우가 존재한다.
초기의 파시스트들은 주로 국가가 겪고 있는 혼란과 부패, 경기 후퇴 등을 급진적으로 해결할 수 있는 폭력적 방법론을 갈구했다는 점에서 공통점을 가졌으며, 대표적으로 조르주 소렐의 폭력 긍정론이 지적된다. 이들은 국가주의적 생디칼리스트, 미래파 지식인, 젊은 반(反)부르주아 불만 세력으로 민족의 영광과 사회 변화를 함께 꿈꿨던 사람들로 이루어져 있었다. 초기 파시스트 운동은 마르크스주의에 국제주의에 반대하였으며, 각국의 문제는 해당 국가가 갖고 있는 역사적 맥락과 특수성에 따라 해결해야 한다고 보았다. 대부분의 경우, 이들이 사회주의자 및 급진적 기독교 정당인 이탈리아 인민당(Partito Populare Italiano, PPI)과 달랐던 점은 “내셔널리즘 사상을 갖고 있느냐?” 또는 “관념론적인 방식을 따르느냐?”밖에 없었다.
그러나, 1918년부터 볼셰비키당과 같은 급진적인 공산 세력이 성장하자, 이에 위기감을 느낀 중소자본가, 농촌의 지주와 중농, 퇴역군인, 보수주의자들은 기존의 자유주의 질서에 반대하고 적극적인 반혁명(反革命) 공세를 취하기를 바랐으며, 그 결과 1919년 이탈리아 파시즘 운동이 시작되었다. 이탈리아의 파시스트 행동대는 파시즘 운동을 하는 사람들의 사회적 구성비가 우파 쪽으로 기울게 만들었다. 그러면서도 파시즘은 여전히 초기의 폭력적인 특성을 유지했다. 즉, 새로운 파시즘은 기성 정치권 및 그 논리에 저항하는 반란이었다.
이러한 운동은 계급 투쟁을 교리로 삼는 노동 계급의 조직에 적극적으로 대항하고, 그것을 파괴하기 위하여 대중 운동으로 발전하여 본격적인 파쇼 정당(독일·이탈리아)이 되고, 정권을 수립하는 것도 있으며(이것이 전형적인 것으로 아래로부터의 파시즘), 일본과 같이 천황제에 있어서의 군사·관료기구의 독자성을 확대 활용하여 파쇼적 기구로 전용하는 이른바 위로부터의 천황제 파시즘의 성립도 있었다.

## 정의 및 특징
간단하게 정의하자면, 파시즘은 어떠한 체계적 논리와 이성을 갖춘 사상이라곤 볼 수 없고, 때에 따라 이념 운동 정의가 달라진다. 그러나 일명 '파시스트'라고 불리는 정치 운동자들이 지향하는 정책, 사회 관점, 행동 양상에는 공통된 특징이있다. 일단, 보편적인 의미로써 파시즘은 역사 과정으로서 파시즘은 1922년에서 1943년까지 베니토 무솔리니의 지도 아래 이탈리아를 통치한 권위주의적 정치 운동을 일컫는다. 제1차 세계 대전과 제2차 세계 대전 사이의 기간 동안 나치즘을 비롯한 유사 이념들은 유럽 곳곳에 퍼지게 되었다.
파시즘을 폭넓게 정의한다면 세계 역사상의 모든 권위주의 국가를 포함할 수 있겠지만 이론가들은 중요한 몇가지 분석적 틀을 구분해야 한다고 지적한다. 이탈리아에서 파시즘은 1920년대에 한편으론 극단적인 사회주의 또는 조합주의, 그리고 다른 한편으론 헤겔주의 또는 이상주의적인 국가론, 이들 두가지 이념의 혼합 및 결과로서 태동하였다. 이 중 헤겔적 국가론은 이미 극단적인 국민주의와 연결을 맺은 상태였다. 이후 파시즘은 비규제 경제와 사회주의, 마르크스주의와 자유민주주의 등을 부정하며 국가를 생물적인 주체로 인식하였다. 파시즘은 국가가 개인의 자유를 지키는 기관이 아니라 오히려 개인들에 의해 떠받들어져야 한다고 보았다.
파시즘의 본질은 타 대상의 존재나 공존 자체를 인정하지 않는다는 불관용과 부정적인 태도가 존재하고 있다. 또한 사회와 제도의 통제속에서 사상이나 신념의 정직한 표출이 제한되었고 젊은이들은 그 젊음을 발산할 통로가 없는 현실 속에서 참는법만을 강요한다는 비판이 있다.

### 경제
파시즘의 선호 경제 구조는 전체주의적 조합주의 경제 체제와 혼합 경제를 바탕으로 한다.
파시스트가 실시하는 조합주의 정책은 노조와 자본가간의 불화로 인해 사회 혼란을 막기위해 제3자 입장에서 사법적 제재를 가하는 일반적인 의미의 조합주의와 다르다. 파시스트들은 형식적으로 자본가와 노동자의 중재를 표방하였다
종합적으로 분석할 경우, 파시스트 경제는 자유 시장과 자유주의에 기초한 전통적 자본주의라고 하기 어려우며, 동시에 프롤레타리아의 지지를 받는 혁명 정부가 모든 기업을 소유하여 필요에 의한 생산으로 나아가는 사회주의 생산양식과도 구별된다. 물론, 파시스트 경제는 민간 자본의 철폐라는 목적을 갖지 않으며, 사유 재산을 광범위하게 인정한다는 점에서 자본주의 생산양식이라고 할 수 있다. 이러한 의미에서 파시스트 경제는 전통적인 자본주의 경제와 비교할 때 지엽적인 차이점을 가졌다고 설명할 수 있다.

### 지지 계층
파시즘을 지지하는 이들은 다양하며 빈곤층, 농민 그리고 지주, 국민주의자와 반동주의자들, 실망한 전쟁 퇴역 군인, 가브리엘레 단눈치오, 쿠르치오 말라파르테와 마르틴 하이데거 등의 일군의 지식인, 보수주의자와 대기업, 소기업등등 거의 모든 계층에서 균등한 지지를 얻었다.
에스파냐의 파시즘은 다른 나라와는 다르게 귀족 계층과 마찬가지로 기득권층이었던 가톨릭 교회에서 선호했다고 한다. 독재자 프란시스코 프랑코가 그 세력이었기 때문이다. 프랑코는 유럽의 마지막 파시스트라고 불린다. 물론 프랑코가 죽은 뒤 에스파냐는 보통선거로 그들의 지도자를 뽑는 민주주의 국가가 되었다.

## 통치자들

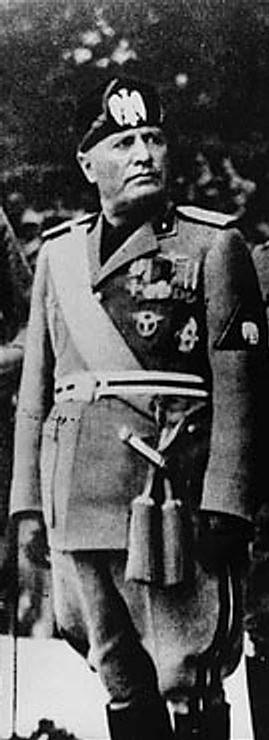
베니토 무솔리니
1942년, 유고슬라비아에서.

파시즘의 발생이나 진행의 속도, 형태는 각국이 놓여 있는 일정한 조건에 따라 다른데, 어쨌든 이러한 나라에서는 혁명적 상황이 일정 한도의 긴박성을 띠며, 국가 내부에 비공식적인 집단, 또는 민간의 정당·결사로서 등장하였다. 파시즘의 지도층은 현역·예비역 장교, 정치가, 폭력단 간부 등으로 그 주변에는 정상적인 사회진출 루트에서 탈락한 지식인·제대군인·하급관리·소매상점원 등 불만분자들이 결집하였다.

### 동맹국과 영향력
파시즘의 가장 좁은 의미는 이탈리아 베니토 무솔리니의 국가를 말한다. 또한 이 표현은 아돌프 히틀러 치하의 나치 독일 외에도 넓은 의미에서는 기타 권위주의적 체제, 예를 들어 엥겔베르트 돌푸스 치하의 오스트리아, 루마니아 왕국의 총리 이온 안토네스쿠도 파시즘으로 분류된다.
파시즘은 각국에 영향력을 미쳤는데 무솔리니의 주요 경지였던 독일의 아돌프 히틀러는 무솔리니에게 배웠으며, 히틀러의 경쟁자인 소련의 이오시프 스탈린은 히틀러를 연구했다 한다. 중국 공산당 지도자들은 스탈린을 통해 배웠고, 이런 식으로 독재체제가 재생산되기도 하였다.

### 중립국
중립국으로는 프란시스코 프랑코의 에스파냐, 안토니우 드 올리베이라 살라자르의 이스타두 노부 포르투갈 등이 있으나, 이들 국가에 관해서는 사람마다 의견이 엇갈리기도 한다. 파시스트 측에서는 "권위주의 국가에 반대하는 세력은 국가를 '파시스트'로 분류하며, 옹호 세력은 파시스트라는 딱지를 거부한다"고 주장한다.

## 각국에서의 파시즘

### 이탈리아
무솔리니는 1919년 이탈리아 밀라노에서 실패한 좌파 민족주의를 고수하지 않고, 자신의 운동을 정치적 기회로 활용하는 편을 택했다. 1920년에서 1922년 사이 그의 연설과 강령에서 무솔리니가 점차 우파 쪽으로 점진적으로 변화해가는 모습을 살펴볼 수 있다. 초기 파시즘에서 가장 먼저 사라진 사상은 전쟁과 제국주의에 대한 거부였다. '참호(에서 얻을) 반전주의'는 전투의 기억이 아직 생생하던 당시 퇴역군인들 사이에 널리 퍼져 있던 신념이었다.
이탈리아 산세폴크로 광장에서 발표한 강령은 (피우메와 달마티아 해변에 대한 이탈리아의 권리를 주장하기는 했지만) '각 나라의 영토를 보전하는 것이 최우선의 원리'라는 국제연맹의 원칙을 받아들였다. 이때까지만 해도 이탈리아의 기성 우파, 반왕당파 및 공화정 세력은 귀족과 재벌들의 이권을 수호하고 그들의 지지를 바탕으로 유지하였으며, 이들을 좌파로 규정, 위험성을 경고하는 수준에서 머물렀다.
1919년 6월의 강령에서는 직업적 군대를 방어적 의미의 민병대로 대체하고 무기 및 군수품 공장을 국유화한다는 파시스트들의 주장은 그대로였지만, 국제연맹 이야기는 사라졌다. 1921년 발표한 강령에서 달라진 파시스트당은 국제연맹을 편파적이라고 비판하고, '지중해 라틴 문명의 보루'이자 이탈리아적인 것(Italianita)의 보루로서 이탈리아의 역할을 강조했으며, 이탈리아의 식민지 개척과 대규모 상비군의 필요성을 주장했다. 무솔리니는 자랑스러운 이탈리아, 로마 제국의 옛 영광, 반국가 행위자 처벌 등을 주창했다. 이러한 무솔리니와 파시스트들의 주장은 제1차 세계 대전을 거치면서 대중들의 급격한 동의를 얻으면서 기성의 우파 정당을 대체하여 집권당의 위치에 오르게 된다.

### 대한민국
대한민국의 파시즘은 해방 이후 이범석과 안호상이 창설한 조선민족청년단과 일민주의에 의해 처음 모습을 드러냈다. 이들은 국민당 스타일의 파시즘 강령을 모방하여
'민족지상, 국가지상'을 슬로건으로 내걸고 청년교육운동에 주력했다. 이들은 결국 미군정의 압력에 의해 해산되었으나, 족청의 주요 인사들은 이승만 정부와 협력하여 제헌헌법의 기틀을 마련하는데 일조하기도 했다.
강준만은 박정희 시대의 파시즘적 성격에 주목한다. 그에 의하면 박정희의 유사 파시즘적 체제는 1972년 민주제도를 파괴하고, 영구집권 기반을 확립한 '10월 유신'으로 성립했다. 박정희식 유사 파시즘은 '민족성 개조'라는 이름의 국민의식 개조운동과, 공포와 폭력이라는 물리적 탄압의 두 가지 수단을 통해 공고해졌다. 박정희는 그해 10월 17일 "민족의 지상 과제인 조국의 평화적 통일을 뒷받침하기 위해 한국적 민주주의를 만들어야 한다."는 구실로 비상 계엄을 선포하고, 이른바 10월 유신을 통해서 파시즘 체제의 시동을 걸었다. 유신헌법은 그 파시즘 체제의 법적 표현이었다. 의식개조운동은 새마을운동과 '이순신 성웅화' 작업이 표본이다. 농촌 새마을 운동에서 시작해 도시-공장-학교 새마을 운동으로 번진 이 운동은 "10월 유신과 영구 집권에 필요한 대중동원 수단"이자 "유신이념과 연결된 정치적 국민운동"이었다. 현충사 성역화 사업에서도 이와 같은 모습이 보인다. 박정희에게 이순신은 "'나'는 없고 '국가'와 '민족'만 있는, 한마디로 표현하면 멸사봉공의 정신"이었다.

## 파시스트 모토와 유명한 표현
- 이탈리아어: Me ne frego! 메 네 프레고[*] →나는 그것에 나 자신을 바친다, 그게 나와 무슨 상관이냐! - 이탈리아 파시스트 모토
- 이탈리아어: Libro e moschetto! 리브로 에 모스케토[*] →책과 총을 들면 완벽한 파시스트가 된다!
- 이탈리아어: Viva la Morte! 비바 라 모르테[*] →희생 만세!
- 이탈리아어: Tutto nello Stato, niente al di fuori dello Stato, nulla contro lo Stato. 투토 넬로 스타토, 니엔테 알 디 푸오리 델로 스타토, 눌라 콘트로 로 스타토[*] →모든 것은 국가에 있으며, 국가 외에는 아무것도 없으며, 국가에 반항하는 자도 존재하지 않는다.
- 이탈리아어: Credere Obbedire Combattere! 크레데레 오베디레 콤바테레[*] →믿고 순종하며 싸우자!

## 네오파시즘
제2차 세계 대전에서 추축국이 패배한 이후 파시즘 진영은 초토화되었지만, 여전히 파시즘 관련 이념과 일부 정부는 살아남았다. 예를 들어 스페인 팔랑헤당의 프란시스코 프랑코 정권은 2차 대전에서 중립을 유지하며 전후에도 살아남았고 1975년 민주화가 이루어지기 전까지 파시즘 기조가 유지되었다. 아르헨티나의 후안 페론의 페론주의도 이탈리아 파시즘의 영향을 받았다는 분석이 있다.
네오파시즘이라 하면 일반적으로 2차 대전 이후 다시 등장하기 시작한 파시즘 운동들을 가리킨다. 이탈리아에서는 조르조 알미란테(Giorgio Almirante)가 이끄는 신-파시즘 정당 이탈리아 사회운동이 합법적으로 활동하며 큰 영향력을 발휘하였는데, 이후 주류 정치계로 편입되며 파시즘 성향을 다소 제거한 국가동맹으로 탈바꿈했다. 이러한 과정을 "포스트-파시즘"이라고 한다. 독일에서는 헌법적으로 나치즘 관련 조직의 활동이 금지되어 있으나 독일 국민민주당 등 사실상의 네오나치 정당도 활동 중이다.
2008년 대침체가 일어난 이후 세계적으로 포퓰리즘과 극단주의가 성행하며 일부 국가에서는 네오파시즘 운동이 힘을 얻었다. 대표적으로 그리스에서 무명 군소정당이던 네오나치 조직 황금새벽당의 지지율이 급상승하며 2012년 원내에 입성하였다.

## 관련 인물

### 파시즘과 관련된 인물
- 조반니 젠틸레 - 파시즘의 시조
- 베니토 무솔리니 - 파시즘의 시초
- 아돌프 히틀러
- 프란시스코 프랑코
- 하인리히 힘러
- 율리우스 슈트라이허
- 헤르만 괴링
- 가브리엘레 단눈치오
- 조르주 소렐
- 율리우스 에볼라
- 알렉산드르 두긴
- 귈라 굄뵈스
- 호세 안토니오 프리모 데 리베라
- 파울 요제프 괴벨스
- 알프레트 로젠베르크
- 살러시 페렌츠
- 요제프 티소
- 안테 파벨리치
- 오스왈드 모슬리
- 코르넬리우 젤레아 코드레아누
- 기타 잇키
- 아네르스 베링 브레이비크
- 안호상
- 이범석
- 염동진

### 반 파시스트
- 베네데토 크로체
- 교황 비오 11세
- 자코모 마테오티
- 필리포 토마소 마리네티

## 같이 보기
- 전체주의
- 나치즘
- 국가사회주의
- 군국주의
- 포퓰리즘
- 독재
- 일본 파시즘(천황제 파시즘)
- 국수주의
- 네오나치(신나치주의)
- 쇼비니즘
- 인종차별주의
- 좌익 파시즘
- 민족주의
- 제국주의
- 인종 차별
- 반동주의
- 극우
- 네오나치즘 관련
- 스킨헤드
- 신우익
- 제3의 위치